# Курбанов, Руслан Римзиевич
Руслан Римзиевич Курбанов (род. 17 сентября 1991, Усть-Каменогорск) — казахстанский фехтовальщик на шпагах татарского происхождения, двукратный бронзовый призёр чемпионатов мира, трёхкратный призёр Азиатских игр, 4-кратный чемпион Азии (2013, 2015, 2017, 2024). Участник Олимпийских игр 2020 и 2024 годов. Мастер спорта международного класса Республики Казахстан.

## Спортивная карьера
Завоевал серебряную медаль в личном зачете на летней Универсиаде 2013 года и бронзовую медаль в командном зачете.
В том же году он стал чемпионом Казахстана после победы над чемпионом Азии Эльмиром Алимжановым.
На чемпионате мира 2023 года в Милане завоевал бронзу в личном первенстве шпажистов. В 2025 году на чемпионате мира в Тбилиси завоевал бронзу в командой шпаге в составе сборной Кахахстана (в матче за третье место казахстанцы разгромили французов 45-31).

## Личная жизнь
Родился 17 сентября 1991 года в Усть-Каменогорске, в 12 лет начал заниматься в секции Фехтования, в неё привёл его близкий друг. Учился в спорт-школе интернат для одарённых детей в спорте, окончил университет по специальности физическая культура и спорт.
Его бывшая жена Тамара Почекутова — саблистка. У них есть сын 2013 года рождения.